# نیدربرایتباخ
نیدربرایتباخ (به آلمانی: Niederbreitbach) یک شهر در آلمان است که در نویوید واقع شده‌است. نیدربرایتباخ ۱٬۵۷۰ نفر جمعیت دارد.